# Françoise de Motteville
Pour les articles homonymes, voir Bertaut et Motteville (homonymie).
Françoise Bertaut, dame de Motteville née en 1615 en pays de Caux (Normandie) et morte le 29 décembre 1689 à Paris, est une femme de lettres française.

## Sa vie
Cette nièce du poète Jean Bertaut était la fille de Pierre Bertaut, gentilhomme ordinaire de la chambre du Roi et de Louise de Bessin de Mathonville,.
Elle est la sœur de François Bertaut de Fréauville (es), abbé, diplomate et écrivain.
Sa mère, descendante de la famille Saldagne, a passé son enfance en Espagne et fait partie de l’entourage d'Anne d’Autriche. À l’âge de sept ans, parlant couramment espagnol, Françoise est présentée à la mère de Louis XIV et devient une de ses dames de compagnie.
Après la disgrâce des favorites de cette princesse par le cardinal Richelieu, elle dut se retirer dans sa province natale où elle épousa Nicolas Langlois, seigneur de Motteville, premier président de la chambre des comptes de Normandie. Elle est alors âgée de 18 ans, et son mari de 80. Elle devint veuve après huit mois de mariage. À la mort de Louis XIII, en 1643, Anne d’Autriche, devenue régente, la fit aussitôt rappeler à la cour et en fit sa première femme de chambre et confidente intime,.
Elle a vécu parmi les proches d'Anne d’Autriche jusqu'à la mort de celle-ci en 1666, une période marquée notamment, par les troubles de la Fronde,. Jusqu'en 1651, Anne d'Autriche assure une régence du royaume de France et, à ce titre, est contestée pendant cette Fronde. Françoise de Motteville est morte une vingtaine d'années plus tard, en 1689.

## Œuvres
Sa familiarité avec la mère de Louis XIV lui permit de révéler des détails ignorés de tous, faisant de ses Mémoires pour servir à l’Histoire d’Anne d’Autriche un précieux document sur la vie privée de la reine et sur la Fronde,. Tandis que les mémoires du cardinal de Retz sur la Fronde traduisent la vision parlementaire de cette révolte, celles de Madame de Motteville éclairent plutôt les impressions de la cour et de la régente. Elle a aussi écrit différents Traités sur la Religion dans les dernières années de sa vie.
- Mémoires pour servir à l’Histoire d’Anne d’Autriche, épouse de Louis XIII, 1723 [lire en ligne]
- Anne d’Autriche et la Fronde d’après les mémoires de Madame de Motteville, Paris, Librairie de la Société bibliographique, Maurice Tardieu, directeur, 1882
- Chronique de la Fronde, Paris, Mercure de France, 2003
- Le Mariage de Louis XIV, Paris, H. Gautier 1896
- Madame de Motteville, Paris, P. Ollendorff, 1899
- Mémoires de Mme de Motteville, 1819-1829 dans Collection des mémoires relatifs à l’histoire de France depuis l’avènement de Henri IV jusqu’à la paix de Paris conclue en 1763, Paris, Foucault, 1819-1829. Sér. 2, t. 36, p. [283]-t. 40, page 315.
- Mémoires de Mme de Motteville sur Anne d’Autriche et sa cour, Paris, G. Charpentier et cie, 1886
- Mémoires pour servir à l’histoire d’Anne d’Autriche, épouse de Louis XIII, roi de France, Amsterdam, [i.e. Paris], François Changuion, 1750

La correspondance avec Mademoiselle de Montpensier est publiée en 1667.

## Pour approfondir